# Pigna (Korsika)
Pigna ist eine Gemeinde auf der französischen Mittelmeerinsel Korsika. Sie gehört zum Département Haute-Corse, zum Arrondissement Calvi und zum Kanton L’Île-Rousse.

## Geographie
Der Ort liegt im korsischen Gebirge auf ungefähr 230 Metern über dem Meeresspiegel.
Nachbargemeinden sind * Corbara im Norden, Santa-Reparata-di-Balagna im Nordosten und im Osten, Sant’Antonino im Süden und im Südosten sowie Aregno im Westen.

## Bevölkerungsentwicklung
| Jahr      | 1962 | 1968 | 1975 | 1982 | 1990 | 1999 | 2006 | 2012 |
| --------- | ---- | ---- | ---- | ---- | ---- | ---- | ---- | ---- |
| Einwohner | 60   | 60   | 101  | 110  | 92   | 95   | 97   | 100  |